# Ануанураро

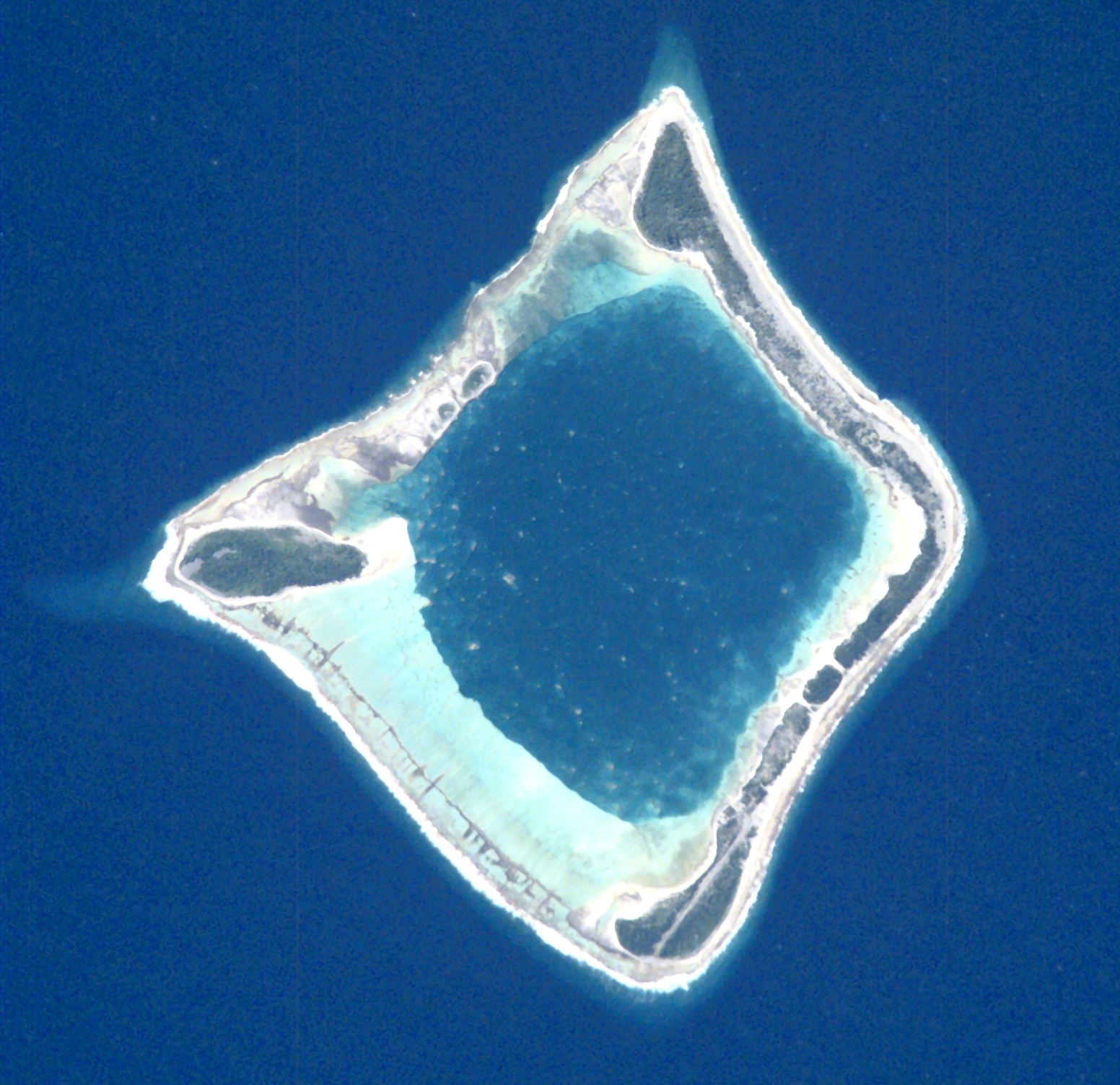
Космический снимок атолла.

Ануанураро (фр. Anuanuraro) — атолл в архипелаге Туамоту (Французская Полинезия) в группе островов Дьюк-оф-Глостер. Расположен в 150 км к северо-западу от атолла Херехеретуэ.

## География
Атолл имеет форму ромба. В центре расположена лагуна площадью 7,4 км². Восточная сторона острова представляет собой большое скопление моту, западная — скопление небольших рифов у поверхности и несколько крупных островков.

## История
Остров был открыт в 1767 году английским путешественником Филиппом Картеретом.

## Население
В 2007 году на Ануанураро отсутствовало постоянное население, но была взлётно-посадочная полоса (до 15 марта 2002 года остров был частной собственностью Роберта Вана, крупного предпринимателя по вылову чёрного жемчуга).

## Административное деление
Административно входит в состав коммуны Хао.